# Nieuwjaarsreceptie
Een nieuwjaarsreceptie of nieuwjaarsborrel is een receptie georganiseerd bij sommige bedrijven, gemeenten en verenigingen rond het begin van het nieuwe kalenderjaar.
Tijdens dergelijke bijeenkomsten wenst men elkaar een gelukkig nieuwjaar. Vaak wordt er ook een toespraak gehouden door de directeur of burgemeester. Men kijkt terug op het afgelopen jaar en kijkt naar de gebeurtenissen in het nieuwe jaar. Er wordt soms bij gegeten en gedronken.